# Apiformyia australis
Apiformyia australis är en tvåvingeart som beskrevs av Yeates 2008. Apiformyia australis ingår i släktet Apiformyia och familjen svävflugor. Inga underarter finns listade i Catalogue of Life.